# Robert Sagna
Pour les articles homonymes, voir Sagna.
Robert Sagna, né le 17 avril 1939 à Brin, en Casamance, est une personnalité politique  sénégalaise, ingénieur agronome de formation, socialiste chrétien, qui fut plusieurs fois ministre d'abord sous la présidence de Senghor puis sous la présidence d'Abdou Diouf, député et maire de Ziguinchor pendant près de 24 ans.
Robert Sagna était l'un des candidats à l'élection présidentielle sénégalaise de 2007, sous l'étiquette Démocratie-Solidarité. Il y a recueilli 88 446 voix, soit 2,58 %.
Depuis le debut du conflit en Casamance Robert Sagna est devenu l'un des principaux negociateur pour le retour de la paix en Casamance. Il est le president du GRPC (Groupe de Recherche pour la Paix en Casamance).
Lors des élections locales du 22 mars 2009, il est devancé par Abdoulaye Baldé, Secrétaire général de la Présidence de la République, qui devient le nouveau maire de Ziguinchor, dans un contexte national pourtant peu favorable au Parti démocratique sénégalais (PDS) d'Abdoulaye Wade. L'usure du pouvoir au terme de cinq mandats est l'explication souvent avancée. Cependant Robert Sagna dément tout projet de retraite et se prépare aux futures échéances.

## Fonctions gouvernementales
- Sénégal :
  - 1978-1980 : secrétaire d'État à la Promotion humaine
  - 1980-1983 : secrétaire d'État à la Pêche maritime
  - 1983-1987 : ministre de l'Équipement
  - 1987-1988 : ministre de l'Équipement et ministre du Tourisme
  - 1988-1990 : ministre de la Communication
  - 1991-1993 : ministre de l'Équipement, des Transports et de la Mer
  - 1993-2000 : ministre d'État et ministre de l'Agriculture
- Confédération de Sénégambie :
  - 1988-1989 : ministre confédéral de l'Information

## Décorations
- Belgique : officier de l'ordre Royal de Belgique
- France :
  - commandeur de l'ordre national de la Légion d'honneur
  - officier de l'ordre du Mérite maritime
- Chevalier de l'ordre souverain de Malte